# Pachetra quadrimaculata
Pachetra quadrimaculata là một loài bướm đêm trong họ Noctuidae.